# Niddawitzhausen
Niddawitzhausen ist ein Stadtteil von Eschwege im nordhessischen Werra-Meißner-Kreis.

## Geographie
Das Dorf Niddawitzhausen liegt am Südwestrand des Eschweger Becken, ca. 5,3 km südwestlich der Stadtverwaltung von Eschwege.
Die Ortslage erstreckt sich entlang des Petersbaches, einem westlichen Zulauf der Wehre. Die Bebauungen von Eltmannshausen und Niddawitzhausen gehen fast ineinander über. Das Gebiet des Stadtteils besteht aus der Gemarkung ENiddawitzhausen etwa mittig am westlichen Rand des Stadtgebiets mit einer Fläche von 326 Hektar, davon sind 35 Hektar Wald. In der Gemarkung liegen die folgenden aktuellen bzw. historischen Siedlungsplätze:
- Wüstung Brachbach[4]
- Haus „Im Schacht“[5]

Die Ortslage befindet sich auf 168 bis 200 m ü. NHN und der höchste Punkt der Gemarkung liegt bei etwa 315 Meter im Südwesten der Gemarkung. An den Stadtteil Niddawitzhausen grenzen, von Norden beginnend, im Uhrzeigersinn, der Ortsteil Eschwege-Eltmannshausen, im Osten an Eschwege-Oberhone, im Süden an die Ortsteile Reichensachsen und Vierbach der Gemeinde Wehretal und im Westen ebenfalls an Vierbach.
Durch den östlichen Teil des Ortes verläuft die Bundesstraße 27. Östlich des Ortes verläuft die 1876 erbaute Bahnstrecke Bebra–Göttingen.

## Geschichte

### Ortsgeschichte
Die älteste bekannte schriftliche Erwähnung von Niddawitzhausen erfolgte unter dem Namen Nidiwizzeshusun im Urkundenbuch der Reichsabtei Hersfeld und datiert auf das Jahr 1075. Herrschaftsansprüche in Niddawitzhausen sind sowohl auf hersfeldische als auch auf hessische Lehnshoheit zurückzuführen.
Dokumentierte Herrschaftsverhältnisse:
- 1301 hat bei der Veräußerung des Dorfes an die Landgrafen von Hessen, hat Hermann von Diede bilsteinische Lehen in Niddawitzhausen inne.
- 1363 verkauft Hermann von Treffurt all sein Recht zu Niddawitzhausen an Bodo von Boyneburg.
- Um 1376 haben die Diede von Fürstenstein das Gericht Niddawitzhausen, vier Hufen und weitere Einkünfte von Landgraf Hermann von Hessen als Lehen inne. 1448 werden sie ebenfalls von Hessen mit Gütern im Ort belehnt.
- 1409 erhalten die Diede auch hersfeldische Lehen in Form von zwei Vorwerken und 12 Hufen Land mit dem Gehölz Diedenberg, dem Erlich, sowie einer weiteren Hufe Landes und  das Recht auf das teuerste Haupt.
- Streitigkeiten zwischen den Dieden und den Landgrafen um die Gerichtsbarkeit werden in der Weise geklärt, dass den Landgrafen die hohe, den Dieden zum Fürstenstein die niedere Gerichtsbarkeit zugesprochen wird. Faktisch verfügen diese damit über die Ortsherrschaft. Mit dem Aussterben der Dieden 1807 fällt ihr Besitz an die Landgrafen von Hessen.

Bezüglich der Grundherrschaft und Grundbesitz sind die folgenden Ereignisse belegt:
- 1073 tauschte Abt Hartwig von Hersfeld von dem Freien Sigebodo das Gut Vierbach gegen Überlassung der lebenslänglichen Nutznießung der Orte Niddawitzhausen und Eltmannshausen ein.
- 1213 wurde eine villacatio als Gutsverwaltung in Niddawitzhausen genannt.
- 1291 kam es zur Beilegung eines Streits zwischen den von Eubach und der Propstei Petersberg über die Abgabe des Besthaupts von Gütern in Niddawitzhausen.
- 1480 und in der Folge wurden in Zinsregistern des Klosters Germerode Einkünfte in Niddawitzhausen erwähnt, die mit Einführung der Reformation an Hessen fallen.

Zum 1. April 1972 wurde die bis dahin selbständige Gemeinde im Zuge der Gebietsreform in Hessen auf freiwilliger Basis in die Kreisstadt Eschwege eingemeindet. Für Niddawitzhausen wurde, wie für die anderen eingemeindeten ehemals eigenständigen Gemeinden von Eschwege, ein Ortsbezirk eingerichtet.

### Gerichte
Die Gerichtsbarkeit über Niddawitzhausen war geteilt. Die Hohe Gerichtsbarkeit übten die Landgrafen von Hessen aus und die Niedere Gerichtsbarkeit lag, bis zu deren Aussterben 1807, bei den Diede zum Fürstenstein.
Die weitere Zuständigkeit entwickelte sich wie folgt:
- 1803–1813: Friedensgericht Bischhausen im Königreich Westphalen[Anm. 1]
- 1814–1821: Kurfürstliches Gericht Bilstein
- 1822: Justizamt Eschwege (Abtrennung der Justiz) erste Instanz, zweite Instanz Obergericht für die Provinz Niederhessen
- 1834: Justizamt Eschwege II erste Instanz, zweite Instanz Obergericht für die Provinz Niederhessen
- 1837: Justizamt Eschwege erste Instanz, zweite Instanz Obergericht für die Provinz Niederhessen
- 1867: Amtsgericht Eschwege (nach der Annexion durch Preußen), zweite Instanz Kreisgericht Kassel
- 1879: Amtsgericht Eschwege erste Instanz (durch das Reichsjustizgesetze), zweite Instanz Landgericht Kassel

### Verwaltungsgeschichte im Überblick
Die folgende Liste zeigt die Staaten und Verwaltungseinheiten, denen Niddawitzhausen angehört(e):
- vor 1567:  Heiliges Römisches Reich, Landgrafschaft Hessen, Niederfürstentum, Amt Eschwege, Dorf derer von Boyneburg-Hohenstein

- 1414: Heiliges Römisches Reich, Landgrafschaft Hessen, Amt/Gericht Bilstein
- ab 1585: Heiliges Römisches Reich,  Landgrafschaft Hessen-Kassel, Amt Eschwege, Dorf der Dieden vom Fürstenstein
  - 1627–1834: Landgrafschaft Hessen-Rotenburg (sogenannte Rotenburger Quart), teilsouveränes Fürstentum unter reichsrechtlicher Oberhoheit der Landgrafschaft Hessen-Kassel bzw. des Kurfürstentums Hessen, Amt Eschwege, Dorf der Dieden vom Fürstenstein („adelige Quart“)
- 1787: Heiliges Römisches Reich, Landgrafschaft Hessen-Kassel, Amt Eschwege, Gericht Bilstein
- 1803–1806: Heiliges Römisches Reich, Kurfürstentum Hessen, Amt Eschwege, Gericht Bilstein
- 1807–1813: Königreich Westphalen, Departement der Werra, Distrikt Eschwege, Kanton Aue
- 1814–1821: Kurfürstentum Hessen, Amt Eschwege, Gericht Bilstein
- ab 1821/22: Kurfürstentum Hessen, Provinz Niederhessen, Kreis Eschwege[9][Anm. 3]
- ab 1848: Kurfürstentum Hessen, Bezirk Eschwege
- ab 1851: Kurfürstentum Hessen, Provinz Niederhessen, Kreis Eschwege
- ab 1867: Königreich Preußen,[Anm. 4] Provinz Hessen-Nassau, Regierungsbezirk Kassel, Landkreis Eschwege
- ab 1871: Deutsches Reich, Königreich Preußen, Provinz Hessen-Nassau, Regierungsbezirk Kassel, Kreis Eschwege
- ab 1918: Deutsches Reich, Freistaat Preußen,[Anm. 5]  Provinz Hessen-Nassau, Regierungsbezirk Kassel, Kreis Eschwege
- ab 1944: Deutsches Reich, Freistaat Preußen, Provinz Kurhessen, Landkreis Eschwege
- ab 1945: Deutsches Reich, Amerikanische Besatzungszone,[Anm. 6] Groß-Hessen, Regierungsbezirk Kassel, Landkreis Eschwege
- ab 1946: Deutsches Reich, Amerikanische Besatzungszone, Land Hessen, Regierungsbezirk Kassel, Landkreis Eschwege
- ab 1949: Bundesrepublik Deutschland, Land Hessen, Regierungsbezirk Kassel, Landkreis Eschwege
- ab 1972: Bundesrepublik Deutschland, Land Hessen, Regierungsbezirk Kassel, Landkreis Eschwege, Stadt Eschwege
- ab 1974: Bundesrepublik Deutschland, Land Hessen, Regierungsbezirk Kassel, Werra-Meißner-Kreis, Stadt Eschwege

## Bevölkerung

### Einwohnerstruktur 2011
Nach den Erhebungen des Zensus 2011 lebten am Stichtag dem 9. Mai 2011 in Niddawitzhausen 255 Einwohner. Darunter waren 3 (1,2 %) Ausländer. Nach dem Lebensalter waren 51 Einwohner unter 18 Jahren, 93 waren zwischen 18 und 49,  48 zwischen 50 und 64 und 66 Einwohner waren älter. Die Einwohner lebten in 99 Haushalten. Davon waren 12 Singlehaushalte, 42 Paare ohne Kinder und 30 Paare mit Kindern, sowie 15 Alleinerziehende und 18 Wohngemeinschaften. In 36 Haushalten lebten ausschließlich Senioren und in 57 Haushaltungen lebten keine Senioren.

### Einwohnerentwicklung
| Quelle: Historisches Ortslexikon | |
| • 1585:                          | 44 Haushaltungen |
| • 1747/48:                       | 1585: 44 Haushaltungen. Gewerbetreibende: ein Schmied, 3 Schneider, 2 Branntwein- und Bierschenker, 20 Leinweber, 6 Tagelöhner, 4 Maurer, ein Weißbinder, ein Bäcker, eine Wehmutter, 2 Taubenträgerinnen. |
| • 784:                           | 44 Haushaltungen inklusive des baumbachischen Vorwerks |

| Niddawitzhausen: Einwohnerzahlen von 1834 bis 2024 | Niddawitzhausen: Einwohnerzahlen von 1834 bis 2024 | Niddawitzhausen: Einwohnerzahlen von 1834 bis 2024 | Niddawitzhausen: Einwohnerzahlen von 1834 bis 2024 | Niddawitzhausen: Einwohnerzahlen von 1834 bis 2024 |
| --- | -------------------------------------------------- | -------------------------------------------------- | -------------------------------------------------- | -------------------------------------------------- |
| Jahr |                                                    |                                                    |                                                    | Einwohner                                          |
| 1834 | 1834                                               |                                                    | 326                                                | 326                                                |
| 1840 | 1840                                               |                                                    | 392                                                | 392                                                |
| 1846 | 1846                                               |                                                    | 389                                                | 389                                                |
| 1852 | 1852                                               |                                                    | 400                                                | 400                                                |
| 1858 | 1858                                               |                                                    | 378                                                | 378                                                |
| 1864 | 1864                                               |                                                    | 379                                                | 379                                                |
| 1871 | 1871                                               |                                                    | 376                                                | 376                                                |
| 1875 | 1875                                               |                                                    | 408                                                | 408                                                |
| 1885 | 1885                                               |                                                    | 363                                                | 363                                                |
| 1895 | 1895                                               |                                                    | 378                                                | 378                                                |
| 1905 | 1905                                               |                                                    | 327                                                | 327                                                |
| 1910 | 1910                                               |                                                    | 343                                                | 343                                                |
| 1925 | 1925                                               |                                                    | 331                                                | 331                                                |
| 1939 | 1939                                               |                                                    | 327                                                | 327                                                |
| 1946 | 1946                                               |                                                    | 476                                                | 476                                                |
| 1950 | 1950                                               |                                                    | 486                                                | 486                                                |
| 1956 | 1956                                               |                                                    | 368                                                | 368                                                |
| 1961 | 1961                                               |                                                    | 383                                                | 383                                                |
| 1967 | 1967                                               |                                                    | 398                                                | 398                                                |
| 1970 | 1970                                               |                                                    | 377                                                | 377                                                |
| 1972 | 1972                                               |                                                    | 267                                                | 267                                                |
| 1980 | 1980                                               |                                                    | ?                                                  | ?                                                  |
| 1990 | 1990                                               |                                                    | ?                                                  | ?                                                  |
| 2000 | 2000                                               |                                                    | ?                                                  | ?                                                  |
| 2011 | 2011                                               |                                                    | 255                                                | 255                                                |
| 2024 | 2024                                               |                                                    | 242                                                | 242                                                |
| Datenquelle: Historisches Gemeindeverzeichnis für Hessen: Die Bevölkerung der Gemeinden 1834 bis 1967. Wiesbaden: Hessisches Statistisches Landesamt, 1968. Weitere Quellen: LAGIS:; Stadt Eschwege; Zensus 2011 |                                                    |                                                    |                                                    |                                                    |

### Historische Religionszugehörigkeit
| Quelle: Historisches Ortslexikon |                                                                   |
| • 1865:                          | 363 evangelische (= 100 %) Einwohner                              |
| • 1961:                          | 349 evangelische (= 91,12 %), 30 katholische (= 7,83 %) Einwohner |

## Religion
Eine Kirche in Niddawitzhausen wird erstmalig 1337 erwähnt. Im Jahr 1521 wird eine Kirche als Saalbau errichtet. Ein Turmanbau erfolgt im Jahr 1887. Revovierungen erfolgen in den Jahren 959, 1973 und 1976.
Bekenntniswechsel
Der erste dokumentierte evangelische Pfarrer ist Heinrich Schell im Jahr 1530.
Pfarrzugehörigkeit
Der Erzbischof von Mainz inkorporiert 1337 dem Kloster Petersberg die Pfarrkirche. In den Jahren 748, 1872 und 1994 sind Weidenhausen und Eltmannshausen Filialen der Pfarrei Niddawitzhausen.

## Politik
Für Niddawitzhausen besteht ein Ortsbezirk (Gebiete der ehemaligen Gemeinde Niddawitzhausen) mit Ortsbeirat und Ortsvorsteher nach der Hessischen Gemeindeordnung.
Der Ortsbeirat besteht aus fünf Mitgliedern. Bei den Kommunalwahlen in Hessen 2021 betrug die Wahlbeteiligung zum Ortsbeirat 64,68 %. Alle Kandidaten gehörten der „Überparteilichen Wählergemeinschaft“ an. Der Ortsbeirat wählte Konrad Wenderoth zum Ortsvorsteher.

## Kulturdenkmäler
Siehe: Liste der Kulturdenkmäler in Niddawitzhausen